# Борисенко Михайло Андрійович
Михайло Андрійович Борисенко — український радянський партійний діяч, секретар Волинського обласного комітету КП(б)У, 1-й секретар Цуманського районного комітету КП(б)У Волинської області.

## Життєпис
Освіта вища. Член ВКП(б). Перебував на відповідальній партійній роботі.
З (затв. у жовтні) 1946 року — 1-й секретар Цуманського районного комітету КП(б)У Волинської області.
У липні 1950 — лютому 1951 року — інспектор ЦК КП(б)У.
У лютому 1951 — 14 січня 1953 року — секретар Волинського обласного комітету КП(б)У з питань ідеології.
На 1954—1959 роки — начальник Волинського обласного управління культури.
Подальша доля невідома.

## Нагороди
- орден «Знак Пошани»
- медалі